# Lisel Mueller
Lisel Mueller, nascuda Lisel Neumann (Hamburg, Alemanya, 8 de febrer de 1924 - Chicago, Illinois, Estats Units, 21 de febrer de 2020) va ser una poeta, traductora i professora universitària nord-americana d'origen alemany.
Amb quinze anys la seva família va haver d'emigrar als Estats Units a causa del règim nazi. Va graduar-se a la Universitat d'Evansville el 1944 i exercim com a professora a la universitat de Chicago, a l'Elmhurst College en Illinois, i al Goddard College. Coneguda per la seva càlida poesia introspectiva, va escriure en anglès i va publicar el seu primer llibre de poemes, Dependencies, quan tenia quaranta-un anys. Entre les seves altres col·leccions, The Private Life va ser la selecció de poesia Lamont del 1975, The Need to Hold Still va rebre el 1981 National Book Award i Alive Together: New & Selected Poems van guanyar el Premi Pulitzer de poesia. Els seus honors també van incloure el premi Carl Sandburg, el premi Ruth Lilly i una beca National Endowment for the Arts. Va viure durant anys a Lake Forest, Illinois.